# Formula 3000 inglese
La Formula 3000 inglese (British Formula 3000), conosciuta anche come Formula 2 britannica (British Formula Two Championship), fu un campionato riservato a vetture di F3000, che si teneva in Regno Unito, tra il 1989 e il 1994, ripreso per l'ultima volta nel 1996. Vari tentativi di riesumare il campionato sono per ora andati delusi.

## Il debutto come F3000
Il campionato debuttò nel 1989 come serie nazionale per vetture di F3000 con un anno di anzianità. Le vetture erano prodotte sia dalla Lola che dalla Reynard Motorsport, motorizzate per lo più dalla Cosworth, coi motori DFV. La serie ebbe un certo successo che toccò il suo apice nel 1991.
I primi due vincitori, Gary Brabham e Pedro Chaves, passarono, con poco successo, in Formula 1, non qualificandosi mai per nessuna gara. Nel 1991, Paul Warwick, fratello dell'ex pilota Derek,  dominò la prima parte del campionato fino a l'incidente mortale presso il Circuito di Oulton Park. Vinse comunque il titolo, postumo.

## La ridenominazione in F2
Nel 1992, il campionato venne ridenominato come Formula 2, sebbene nulla lo legasse al defunto campionato di F2, e, di fatto, risultasse ancora una serie di vetture di Formula 3000. Dal 1993 il numero di vetture in griglia si ridusse notevolmente.
Yvan Muller vinse il campionato nel  1992 prima di passare alle vetture sport, mentre il campione della stagione 1993,  Philippe Adams ebbe una breve carriera in F1. José Luis Di Palma fu il campione del 1994, ma il livello tecnico del campionato era ormai sceso di molto.
Nel 1995, ci fu il tentativo di passare a una monomarca Reynard con motori Cosworth, ma il progetto fallì. Al termine delle iscrizioni risultava garantita la presenza di una sola vettura. Nel 1996 la formula venne rilanciata, venendo vinta da Gareth Rees.

## UK3000 e l'Autumn Cup
Si tornò alla denominazione di campionato di F3000 l'anno seguente (UK3000), rispondente alle regole della Formula 3000 Internazionale, con telai Lola T96/50 e motori Zytek. Il campionato  venne  cancellato dopo una gara soltanto, alla quale avevano preso parte solo tre vetture.
Nel 1999, un altro tentativo di creare un campionato nazionale fu bloccato all'ultimo quando la FIA si pronunciò contro la creazione di tale campionato, tanto che molti team preferirono entrare nella serie Internazionale, facendo fallire così l'idea. Un campionato Italiano incontrò invece miglior fortuna.
Il BRSCC cercò di creare un campionato nell'inverno del 2000 (Formula 3000 Autumn Cup), con delle Lola B99/50, ma nuovamente lo scarso numero di vetture fece abortire il progetto.

## Albo d'oro
| Anno | Nome del campionato | Campione           | Team                               | Vettura                                   |
| ---- | ------------------- | ------------------ | ---------------------------------- | ----------------------------------------- |
| 1989 | British F3000       | Gary Brabham       | Bromley Motorsport                 | Reynard 88D-Cosworth                      |
| 1990 | British F3000       | Pedro Chaves       | Mansell Madgwick Motorsport        | Reynard 90D-Cosworth                      |
| 1991 | British F3000       | Paul Warwick       | Mansell Madgwick Motorsport        | Reynard 90D-Cosworth                      |
| 1992 | British F2          | Yvan Muller        | Omegaland                          | Reynard 91D-Cosworth                      |
| 1993 | British F2          | Philippe Adams     | Madgwick International Argo Racing | Reynard 91D-Cosworth Reynard 92D-Cosworth |
| 1994 | Venson British F2   | José Luis Di Palma | AJS Racing Madgwick International  | Reynard 92D-Cosworth                      |
| 1995 | Non disputato       | Non disputato      | Non disputato                      |                                           |
| 1996 | Venson British F2   | Gareth Rees        | Super Nova Racing                  | Reynard 95D-Cosworth                      |